# Гражданский кодекс

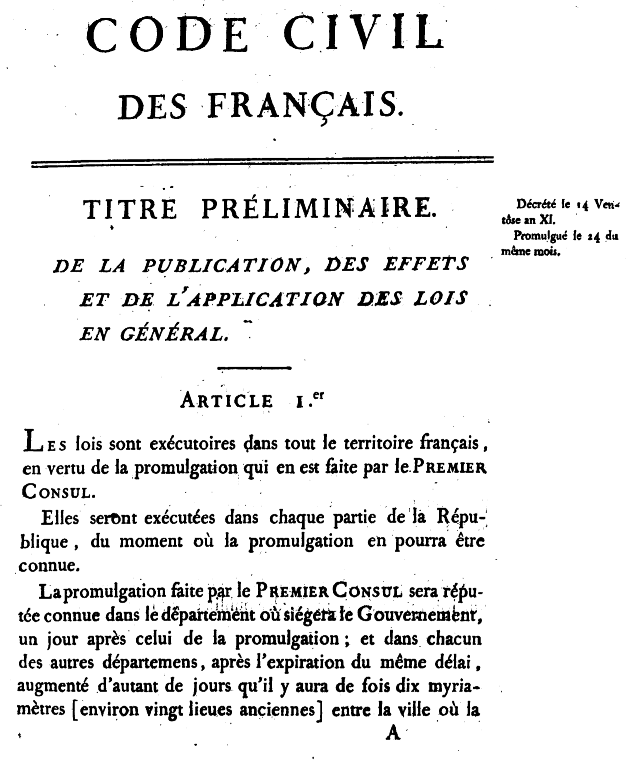
Начало текста первого издания Гражданского кодекса Наполеона

Гражданский кодекс — систематизированный законодательный акт, содержащий расположенные по определённой системе нормы гражданского права. При этом может использоваться как институционная система, так и пандектная система.
Гражданский кодекс регулирует имущественные отношения, а также связанные с имущественными личные неимущественные отношения. Участниками регулируемых гражданским законодательством отношений являются граждане, юридические лица, государство, а также административно-территориальные единицы. К имущественным отношениям, основанным на административном или ином властном подчинении одной стороны другой, в том числе к налоговым и другим бюджетным отношениям, гражданское законодательство не применяется, за исключением случаев, предусмотренных законодательными актами.